# Mecynargus tungusicus
Mecynargus tungusicus är en spindelart som först beskrevs av Kirill Yeskov 1981.  Mecynargus tungusicus ingår i släktet Mecynargus och familjen täckvävarspindlar. Inga underarter finns listade i Catalogue of Life.